# Pergalumna mauritii
Pergalumna mauritii är en kvalsterart som beskrevs av Sandór Mahunka 1978. Pergalumna mauritii ingår i släktet Pergalumna och familjen Galumnidae. Inga underarter finns listade i Catalogue of Life.